# Caso Montejo contra Louisiana
El caso Montejo contra Louisiana (Montejo v. Louisiana, 556 U.S. 778 (2009)) fue una decisión de la Corte Suprema de los Estados Unidos adoptada por 5 votos contra 4 que anuló la decisión previa de la Corte en el caso Míchigan contra Jackson. El caso se refería a la validez de la renuncia del acusado a su derecho a un abogado durante un interrogatorio policial. Al revertir la decisión del caso Jackson, el Tribunal dijo que tal renuncia era válida.

## Hechos
En una audiencia preliminar, Montejo fue acusado de asesinato en primer grado. También le fue designado abogado por orden judicial, lo cual no solicitó ni negó expresamente. Más tarde ese día, mientras estaba en prisión, la policía leyó a Montejo sus derechos Miranda y él accedió a realizar un viaje para localizar el arma homicida. Mientras estaba en el auto de la policía, Montejo escribió una carta inculpatoria de disculpa a la viuda de la víctima. Sólo a su regreso, Montejo finalmente conoció a su abogado designado por la corte. En el juicio, la carta de disculpa fue admitida como prueba por encima de la objeción de Montejo. El jurado condenó a Montejo por asesinato en primer grado y fue condenado a muerte.

## Fallo del tribunal supremo
En una decisión escrita por el juez Scalia, la Corte anuló expresamente la sentencia emitida previamente para el caso Michigan v. Jackson, 475 U.S. 625 (1986), afirmando que requerir una "invocación" inicial del derecho a un abogado para activar la presunción de Jackson, podría funcionar en Estados que exigen que un acusado sin representación legal solicite formalmente un abogado antes de que se haga un nombramiento, pero no en más de la mitad de los estados del país que designan un abogado sin que el acusado lo solicite.
El juez Alito presentó una opinión concurrente. El juez Stevens, que había escrito la Opinión de la Corte en el caso Jackson revocado, presentó una opinión disidente a la que se unieron el juez Souter y la jueza Ginsburg. El juez Breyer se unió a esa opinión disidente, a excepción de la nota al pie 5. El juez Breyer también presentó una opinión disidente por separado.

## Análisis
El derecho a un abogado de la Quinta Enmienda se vincula al momento de la invocación (es decir, cuando se solicita un abogado). El derecho a un abogado de la Sexta Enmienda se agrega cuando comienzan los procedimientos contradictorios (es decir, en la lectura de cargos). La presunción en el caso Jackson intentaba comparar el derecho a la no autoincriminación de la Quinta Enmienda señalado en el caso Edwards v. Arizona con el derecho a un abogado de la Sexta Enmienda, esencialmente no permitiendo el interrogatorio policial. Bajo el caso Montejo,  en que el acusado no ha hecho valer el derecho a un abogado de la Quinta Enmienda, sino que se basa en el derecho a un abogado de la Sexta Enmienda, la policía puede reiniciar el interrogatorio después de que se hayan leído sus derechos Miranda. Sin embargo, si un acusado ha reclamado el derecho a un abogado bajo la Quinta Enmienda y han comenzado los procedimientos contradictorios, la policía no puede reiniciar el interrogatorio sin la presencia de un abogado bajo el caso Edwards, a menos que el acusado inicie la conversación y la policía obtenga una renuncia al derecho.